# Proevippa
Proevippa là một chi nhện trong họ Lycosidae.